# Château de Romesnil
 (mars 2023).
Si vous disposez d'ouvrages ou d'articles de référence ou si vous connaissez des sites web de qualité traitant du thème abordé ici, merci de compléter l'article en donnant les références utiles à sa vérifiabilité et en les liant à la section « Notes et références ».
Le château de Romesnil est un château situé sur la commune de Nesle-Normandeuse, en Seine-Maritime, en France. Le site fait l’objet d’une inscription au titre des monuments historiques depuis 1989.

## Historique

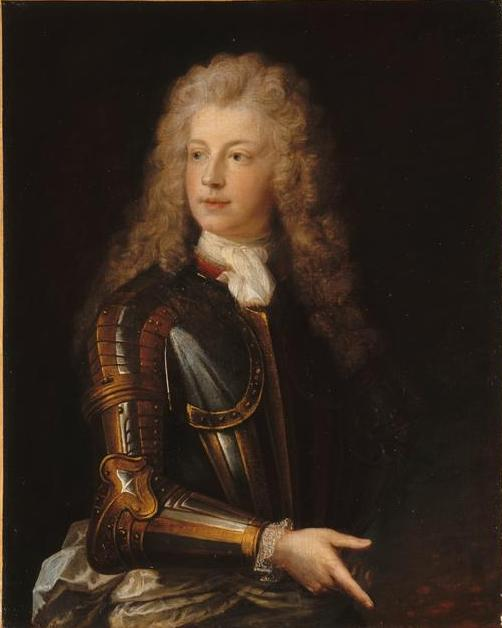
Louis-Auguste de Bourbon, constructeur du château.

Le château est construit entre 1748 et 1750 et le commanditaire est Louis-Auguste de  Bourbon, prince de Dombes et petit-fils de Louis XIV qui a comme objectif d'en faire un relais de chasse. Dès la fin de la construction, le prince de Dombes engage les domestiques du château: un concierge, un jardinier, une cuisinière et un palefrenier. Il meurt en 1755 sans héritiers. C’est donc son frère Louis-Charles de Bourbon qui hérite du château sans jamais s’y rendre.
Louis-Charles de Bourbon n’avait, lui non plus, pas de descendance. Il lègue; deux années avant sa mort en 1773, le château de Romesnil au roi de France : Louis XV. Quand le roi meurt en 1774, le château passe aux mains de Louis XVI. Il délégue la responsabilité d’exécuter les clauses du testament à Louis de Bourbon en 1775. En 1777, le duc de Penthièvre revend le château pour 25666 livres à un maître verrier local: Jean-Baptiste Charles Libaude. La propriété n’est plus un rendez-vous de chasse mais la résidence des maîtres verriers Libaude. Le château appartient ensuite à sa fille:  Marie-Catherine Victoire Libaude et à son mari : Jean-Baptiste Gruel d’Inderville. En 1794, le couple divorce et Marie-Catherine se retrouve seule maîtresse du château et de la verrerie. En 1823, elle décède et c’est son fils qui hérite du domaine : Charles Gruel d’Inderville. Charles Gruel d’Inderville militaire depuis 1807 avait déjà participé durant le Premier Empire à la bataille de Wagram, fait la campagne de Russie et combattu à la bataille de la Moskova. Il reçut en 1839 la croix de la Légion d’honneur. Charles Gruel d’Inderville décède en 1860 au château de Romesnil. C’est la petite-nièce de Charles Gruel d’Inderville : Émilie Delanchy qui hérite du château à la mort de son grand-oncle. Émilie Delanchy était marié depuis le 1er septembre 1846 à Achille d’Imbleval.   
Plusieurs personnalités visiteront le château telle la fille Louis de Bourbon : Marie-Adélaïde de Bourbon ou, pendant la monarchie de Juillet, Louis-Philippe Ier.
Le site est inscrit comme monument historique le 31 août 1989

## Description
L'édifice est construit en briques et pierre calcaire.
Les grilles sont surmontées d'une couronne.